# John D. Wallace
Pour les articles homonymes, voir John Wallace.
John D. Wallace (1949-) est un avocat et un homme politique canadien.

## Biographie
John D. Wallace est né le 26 mars 1949 à Toronto mais a grandi au Nouveau-Brunswick. Il suit des études à l'Université du Nouveau-Brunswick où il obtient un baccalauréat en administration des affaires et un baccalauréat en droit. Conservateur, il est nommé sénateur sur avis de Stephen Harper le 2 janvier 2009 pour la division sénatoriale de Rothesay.
En 2014, The Hill Times rapportait que Wallace faisait partie d'un groupe de sénateurs conservateurs et libéraux qui se réunissait en secret pour discuter d'une réforme du Sénat originant de l'intérieur.
Le 18 novembre 2015, Wallace annonçait qu'il quittait le caucus conservateur du Sénat, à cause de différences irréconciliables avec la direction de son parti concernant la partisannerie au Sénat, invoquant la décision de la Cour suprême du Canada de 2014 à propos du sénat, qui déclarait que les Pères de la Confédération avaient voulu que le Sénat soit « complètement indépendant ».
Wallace a annoncé le 13 décembre 2016 qu'il démissionnerait du Sénat le 1er février suivant, plus de sept ans avant la date de retraite obligatoire à l'âge de 75 ans, tel qu'il l'avait promis lors de sa nomination. Il avait alors déclaré qu'il ne siégerait pas plus de huit ans. Aucun des 17 autres sénateurs conservateurs nommés en même temps que lui en janvier 2009 et qui avaient alors déclaré la même chose n'ont indiqué leur intention de se retirer,.